# Die Aktion (Nautilus)
Die Aktion – Zeitschrift für Politik, Literatur, Kunst erschien von September 1981 bis September 2013 unregelmäßig im Verlag Edition Nautilus. Der Titel versuchte bewusst an die von Franz Pfemfert zwischen 1911 und 1932 herausgegebene literarisch-politische Zeitschrift Die Aktion anzuknüpfen, in den ersten Ausgaben wurde noch die Jahrgangszählung von Pfemfert's Aktion weitergeführt. Der Herausgeber war bis zu seinem Tod am 1. Mai 2013 Lutz Schulenburg. Mit der Ausgabe 220 von September 2013, die dem Gedenken Schulenburgs gewidmet war, wurde die Zeitschrift eingestellt.

## Gründung
Dass die Zeitschrift Die Aktion im Verlag Edition Nautilus neu gegründet wurde, ergab sich aus der Geschichte des Verlags: Er entstand infolge der 68er-Bewegung und bemühte sich, sowohl an die undogmatischen linken, anarchistischen Bewegungen des frühen 20. Jahrhunderts anzuknüpfen, sowie entsprechenden Tendenzen der westdeutschen Linken nach 1968 ein Forum zu geben. Dazu trat die Wiederveröffentlichung von literarischen Texten linker und anarchistischer Autoren – allen voran Franz Jung (ein Hauptautor aus der Anfangszeit von Pfemferts Aktion). Ab 1995 gab Die Aktion Ihr Sonderblatt Land und Freiheit – Tierra y Libertad zur Unterstützung der Zapatisten und der aufständischen Gemeinden in Chiapas, Mexiko heraus, welches mittlerweile von anderen weitergeführt wird. Ein 218-seitiges Sonderheft der Aktion Nr. 137/144 dokumentierte einen großen Teil dieser Texte.

## Selbstverständnis
Nach eigener Aussage verstand sich Die Aktion als Organ „zur kritischen Sichtung der Gegenwart“, das „Glossen, Essays und Polemiken wider die politisch-kulturellen Verhältnisse“ veröffentlichte. Dazu gehörten die Analyse von Literatur, Politik, Kunst und Ökonomie. Die Aktion sollte ein Blatt sein, dass sich „strikt jeder Aktualitäten-Journaille“ widersetzte und eine „entschiedene Gegnerin des literarischen Strebertums, der behäbigen Allianz von Kommerz und Lumperei“ sein wollte.

## Mitarbeiter und Beitragende
Redaktionskomitee: Egon Günther, Hanna Mittelstädt, Lutz Schulenburg
Weitere Beitragende: Martin Rheinländer, Andreas Löhrer, Helmut Reinicke, Roberto Ohrt, Anna Rheinsberg, Helmut Thielen, Meinhard Creydt, Adi Quarti, Stefano Benni, Cajo Brendel, Hani Shukrallah, Rosalind P. Petchesky, René Berthier, Kenneth Rexroth, Klaus Voß, Dieter Bott, Inga Buhmann, Jean-Jacques Volz, Michael Halfbrodt, Albrecht Götz von Olenhusen, John Holloway, Michael Rohrwasser, Bianca Döring, Arturo Schwarz, Franco La Cecla, Maria Turchetto, Franz Witzel, Heribert Becker, Fritz Mierau, Al-Maaly, Thorwald Proll, Annett Gröschner, Elke zur Nieden, Jürgen Ploog, Charles Reeve, Christian Sigrist, Lawrence Ferlinghetti, Walter Fähnders, Mary Low, Andreas Löhrer, Gerd Stange.
Die Mitarbeit an Die Aktion erfolgte ohne Honorar.